# The Great Sioux Massacre
The Great Sioux Massacre  (Brasil: O Grande Massacre ) é um filme estadunidense de 1965, dos gêneros drama, faroeste e guerra, dirigido por Sidney Salkow, roteirizado por Fred C. Dobbs, música de  Emil Newman e Edward B. Powell.

## Sinopse
Dois oficiais, em uma corte marcial, tentam esclarecer os motivos que culminaram no massacre em Little Big Horn.

## Elenco
- Joseph Cotten ....... Major Reno
- Darren McGavin ....... Capitão Benton
- Philip Carey ....... Coronel Custer
- Julie Sommars....... Caroline Reno
- Nancy Kovack ....... Libbie Custer
- Michael Pate ....... Touro Sentado
- John Matthews ....... Dakota
- Don Haggerty ....... Senador Blaine
- Frank Ferguson ....... General Alfred Howe Terry
- Stacy Harris ....... Mr. Turner
- Iron Eyes Cody ....... Cavalo Louco
- House Peters Jr. ....... Reporter
- John Napier ....... Tom Custer
- William Tannen ....... minerador